# Josef Kouša
Josef Kouša (25. března 1871 Dobřichovice – 14. října 1935 Praha) byl český a československý sociálně demokratický politik a meziválečný poslanec Revolučního národního shromáždění, později senátor Národního shromáždění ČSR za Československou sociálně demokratickou stranu dělnickou.

## Biografie
Už za Rakouska-Uherska byl aktivní v sociálně demokratickém hnutí. Účastnil se bojů za všeobecné volební právo.
V letech 1918-1920 zasedal v Revolučním národním shromáždění za Československou sociálně demokratickou stranu dělnickou. Podle údajů k roku 1918 byl profesí redaktorem. V parlamentních volbách v roce 1920 získal senátorské křeslo v Národním shromáždění. Post zastával do roku 1925.
Zemřel v Praze 14. října 1935.